# 杜格拉斯·馬拉當拿·甘波斯·丹古
杜格拉斯·馬拉當拿·甘波斯·丹古（Douglas Maradona Campos Dangui，1990年6月28日—），生于聖保羅，現效力鳥取飛翔。

## 連結
- Profile at Transfermarkt[永久]